# Toros I (ormiański patriarcha Konstantynopola)
Toros I (ur. ?, zm. ?) – w roku 1681 oraz w latach 1687–1688 35. ormiański Patriarcha Konstantynopola.